# پریسیلا دین
پریسیلا دین (انگلیسی: Priscilla Dean; ۲۵ نوامبر ۱۸۹۶ – ۲۷ دسامبر ۱۹۸۷) یک هنرپیشه اهل ایالات متحده آمریکا بود.

## گزیده فیلمشناسی
از فیلم‌ها یا برنامه‌های تلویزیونی که وی در آن نقش داشته‌است می‌توان به آثار زیر اشاره کرد.
- مادر (۱۹۱۴)
- ممنوع (۱۹۱۹)
- آبرو (۱۹۲۱)
- ببر سفید (۱۹۲۳)
- آقای باگز محترم (۱۹۲۷)
- ازدواج چپ اندر قیچی (۱۹۲۷)
- حقوق دریا (۱۹۳۱)